# We Are the Champions
"We Are the Champions" és una cançó de la banda de rock britànica Queen. La va compondre Freddie Mercury per l'àlbum de la banda del 1977 titulat News of the World. Segueix sent un dels himnes més reconeixibles del rock. La cançó va ser un èxit mundial, aconseguint el número dos a la UK Singles Chart, el número quatre a la Billboard Hot 100 als Estats Units. , número tres al Canadà i els deu primers en molts altres països. El 2009 va ser inclosa al Grammy Hall of Fame i va ser votada com la cançó preferida del món en una enquesta de música mundial de Sony Ericsson del 2005.
Escrit tenint en compte la participació del públic, Mercury va dir que "We" (Nosaltres) al títol de la cançó es refereix a tothom que l'està cantant. Brian May va dir que la cançó era «unificadora i positiva» "We Are the Champions" s'ha convertit en un himne per a les victòries a esdeveniments esportius, inclosa com a cançó temàtica oficial per a la Copa del Món de Futbol de 1994, i s'ha utilitzat sovint o es fa referència a la cultura popular. La cançó també ha estat interpretada per molts artistes.
El 7 d'octubre de 2017, Queen va llançar una versió Raw Sessions de la cançó per celebrar el 40è aniversari del llançament de News of the World. Va ser fet a partir de preses vocals i instrumentals inèdites de les cintes multipista originals. També presenta per primera vegada la gravació de la cançó amb la seva durada original, que és dos cors més que el senzill editat el 1977.

## Música
Escrita per Freddie Mercury, "We Are the Champions" es va basar en la resposta del públic després d'un concert a Bingley Hall, de Stafford en què el públic va cantar "You'll Never Walk Alone" a la banda. Encarna nombrosos elements d'arena rock, amb Brian May afirmant: "Volíem que el públic saludés i cantés. És molt aglutinador i positiu".
Musicalment, es basa en la part de piano de Mercury, amb Roger Taylor i John Deacon donant suport amb la bateria i el baix. May va sobredoblar algunes seccions de guitarra, inicialment subtils, però construint un "solo" tocat simultàniament amb l'últim cor. Mercury va emprar molts acords de jazz (harmonies majors i menors de 6a, 7a, 9a, 11a i 13a), i els cors presentaven aquestes harmonies vocals de quatre i cinc parts. La veu principal és molt exigent i estrident (el punt més alt és un Do5 tant amb veu baixa com en falset), amb una de les actuacions més destacades de Mercury al concert de Live Aid, al Wembley Stadium, Londres el 1985.
El senzill inclou "We Will Rock You", que precedia la cançó a l'àlbum, com a cara B. Les dues cançons sovint sonaven consecutivament al tancament dels concerts de Queen, i normalment sonaven juntes a les emissions de ràdio (en l'ordre de l'àlbum). Seguint amb la tradició, les dues cançons també es van utilitzar per tancar el Concert d'homenatge a Freddie Mercury de 1992 amb tots els actes de l'espectacle unint-se darrere de la veu principal de Liza Minnelli.

## Personal
La informació es basa en les notes de l'àlbum.
- Freddie Mercury – veu principal, cors, piano
- Brian May – guitarra elèctrica, cors
- Roger Taylor – bateria, cors
- John Deacon – baix

## Llista de cançons
| senzill 7" (publicació de 1977) 1. "We Are the Champions" – 3:00 2. "We Will Rock You" – 2:00 senzill CD 3" (publicació de 1988) 1. "We Are the Champions" – 3:02 2. "We Will Rock You" – 2:02 3. "Fat Bottomed Girls" – 3:23 | senzill CD (publicació de 1992) 1. "We Are the Champions" – 2:59 2. "We Will Rock You / We Are the Champions" – 5:00 |

## Llistes i certificacions
| Gràfic (1977-78)                | Màxima posició |
| ------------------------------- | -------------- |
| Alemanya - Llista de senzills   | 13             |
| Austràlia (KMR)                 | 8              |
| Àustria - Llista de senzills    | 12             |
| Bèlgica (Ultratop 50 Flandes)   | 10             |
| Bèlgica (Ultratop 50 Valònia)   | 8              |
| Canadà RPM Top Singles          | 3              |
| Irlanda - Llista de senzills    | 3              |
| Païssos Baixos (Dutch Top 40)   | 2              |
| Païssos Baixos (Single Top 100) | 2              |
| Nova Zelanda (RIANZ)            | 8              |
| Noruega - Llista de senzills    | 6              |
| Suècia - Llista de senzills     | 14             |
| UK Singles (OCC)                | 2              |
| US Billboard Hot 100            | 4              |
| US Cash Box Top 100             | 3              |

| Gràfic (1992–1994)                      | Màxima posició |
| --------------------------------------- | -------------- |
| Austràlia (ARIA) amb "We Will Rock You" | 81             |
| Països Baixos Mega Top 100              | 27             |
| França - Llista de senzills             | 14             |
| US Billboard Hot 100                    | 52             |

| Gràfic (1998)               | Màxima posició |
| --------------------------- | -------------- |
| França - Llista de senzills | 10             |

| Gràfic (2006)                  | Màxima posició |
| ------------------------------ | -------------- |
| US Billboard Hot Digital Songs | 61             |

| Gràfic (2010)        | Màxima posició |
| -------------------- | -------------- |
| Espanya (PROMUSICAE) | 28             |

| Gràfic (2016)                     | Màxima posició |
| --------------------------------- | -------------- |
| Polònia (Polònia Airplay Top 100) | 50             |
| Portugal (AFP)                    | 92             |

| Gràfic (2018)                               | Màxima posició |
| ------------------------------------------- | -------------- |
| Canadà (Hot Canadian Digital Songs)         | 28             |
| Itàlia (FIMI)                               | 88             |
| Japan (Japan Hot 100)                       | 27             |
| US Hot Rock & Alternative Songs (Billboard) | 11             |

| Gràfic (2019)                                                | Màxima posició |
| ------------------------------------------------------------ | -------------- |
| US Hot Rock & Alternative Songs (Billboard) Live Aid edition | 26             |

| Gràfic (2023)           | Màxima posició |
| ----------------------- | -------------- |
| Hongria (Single Top 40) | 14             |

| Gràfic (1978)                 | Posició |
| ----------------------------- | ------- |
| UK Singles Chart              | 23      |
| Gràfic (1978)                 | Posició |
| Austràlia (Kent Music Report) | 57      |
| Àustria - Llista de senzills  | 25      |
| Canadà - Llista de senzills   | 27      |
| US Billboard Hot 100          | 25      |
| US Cash Box                   | 25      |
| Gràfic (1998)                 | Posició |
| França - Llista de senzills   | 72      |
| Gràfic (2018)                 | Posició |
| US Hot Rock Songs (Billboard) | 99      |
| Gràfic (2019)                 | Posició |
| US Hot Rock Songs (Billboard) | 34      |

| País                                       | Certificació | Vendes      |
| ------------------------------------------ | ------------ | ----------- |
| Alemanya (Bundesverband Musikindustrie)    | Platí        | 500.000 +   |
| Dinamarca (IFPI Dinamarca                  | Platí        | 90.000 +    |
| Esats Units (RIAA) Publicació digital 2003 | 4 x Platí    | 2.000.000 + |
| França (SNEP) 1998 rellançament            | Or           | 500.000 +   |
| Itàlia (FMI)                               | Platí        | 50.000 +    |
| Regne Unit (BPI)                           | Platí        | 962.000 +   |